# Lust for Life (píseň, Lana Del Rey)
Lust for Life je píseň americké zpěvačky a skladatelky Lany Del Rey, která slouží jako druhý singl z jejího pátého studiového alba Lust for Life. Napsali ji Del Rey, Rick Nowels, The Weeknd (Abel Tesfaye) a Max Martin. Píseň měla premieru 19. dubna na BBC Radio 1.